# 切除修复
切除修复（英語：Excision repair）是一类DNA修复机制，通过移除损伤核苷酸并从互补DNA链合成正确的序列的方式来进行修复。
几种机制包括：
- 碱基切除修复（BER）：修复被氧化、烷基化、水解或脫氨作用损伤的单个核苷酸。
- 核苷酸切除修复（NER）：修复2到30个核苷酸长度的损伤序列，包括胸腺嘧啶二聚體等由紫外线引起的损伤以及单链断裂。还有一种特殊的NER称为转录偶联修复（TCR）。
- 错配修复（MMR）：修复DNA复制以及重組中出现的错配。